# Wyżni Smrekowicki Stawek
Wyżni Smrekowicki Stawek (słow. Vyšné Smrekovické pliesko) – mały, zatorfiony stawek położony na wysokości ok. 1380 m n.p.m. w słowackiej części Tatr Wysokich. Znajduje się w północno-wschodniej części tarasu zwanego Smrekowicą, ok. 1,5 km na północny zachód od Szczyrbskiego Jeziora. Stawek nie jest dokładnie pomierzony, stale zmniejsza się pod wpływem zatorfienia. Grubość pokładów torfu w jego otoczeniu przekracza 5,5 m, a ich wiek szacuje się na 7500 lat. Nie prowadzą do niego żadne znakowane szlaki turystyczne.
Wyżni Smrekowicki Stawek jest jednym z grupy Smrekowickich Stawków, ok. 200 m na północny zachód od niego położony jest drugi stawek tej grupy – Niżni Smrekowicki Stawek. Dawniej Wyżni Smrekowicki Stawek miał ok. 15 m średnicy, lecz obecnie wskutek postępującego zatorfienia tworzy go jedynie kilka małych oczek wodnych, a niekiedy wysycha całkowicie. Niegdyś otaczał go gęsty bór świerkowy, jednak został on prawie całkowicie wyłamany podczas huraganu, który nawiedził słowackie Tatry 19 listopada 2004 r.